# 賀茂しょうぶ園
賀茂しょうぶ園（かもしょうぶえん）は、愛知県豊橋市賀茂町にある花しょうぶのフラワーガーデンである。市の観光開発事業の一環として設けられた。
ここで毎年5月下旬から6月中旬に、花しょうぶまつりが行われる。

## 概要データ
- 入園料：無料
- 期間・時間：通年、入園自由
- 敷地面積：9,900m2[1]
- ハナショウブ園の面積：3,700m2[1]
- ハナショウブ : 江戸系、伊勢系、肥後系の3系統300種、3万7,000株[1]
- 所在地：愛知県豊橋市賀茂町 鎌田地内

## 歴史
- 1968年 - 賀茂神社所有地及び市有地6,300m2を対象に整備を始める[1]。
- 1970年 - 賀茂しょうぶ園が開園する[1]。
- 1978年 - 夜間照明を設置する[1]。
- 1988年 - 花しょうぶ園の拡張、設備の拡充を行う[1]。

## 花しょうぶまつり
毎年5月下旬から6月中旬に行われる。花しょうぶまつりの期間中は賀茂しょうぶ園の江戸系、伊勢系、肥後系の約300種・37,000株もの花しょうぶが咲きほこり、夜のライトアップもされる。また、花しょうぶ青空楽市、ひょうたんの展示即売会、花しょうぶまつり悠久の調べ雅楽、花しょうぶまつりヴァイオリンアンサンブルなどといった行事も随時開催される。

## 交通アクセス
- JR・名鉄・豊橋鉄道 豊橋駅より、花しょうぶまつり期間は豊橋駅から臨時直行バスあり。
- 豊橋駅東口より車で、所要時間は約30分。
- 東名高速道路・豊川ICより、所要時間は約10分。